# Ozarchaea harveyi
Ozarchaea harveyi är en spindelart som beskrevs av Rix 2006. Ozarchaea harveyi ingår i släktet Ozarchaea och familjen Pararchaeidae.
Artens utbredningsområde är Western Australia. Inga underarter finns listade i Catalogue of Life.